# Juan Martín Hernández

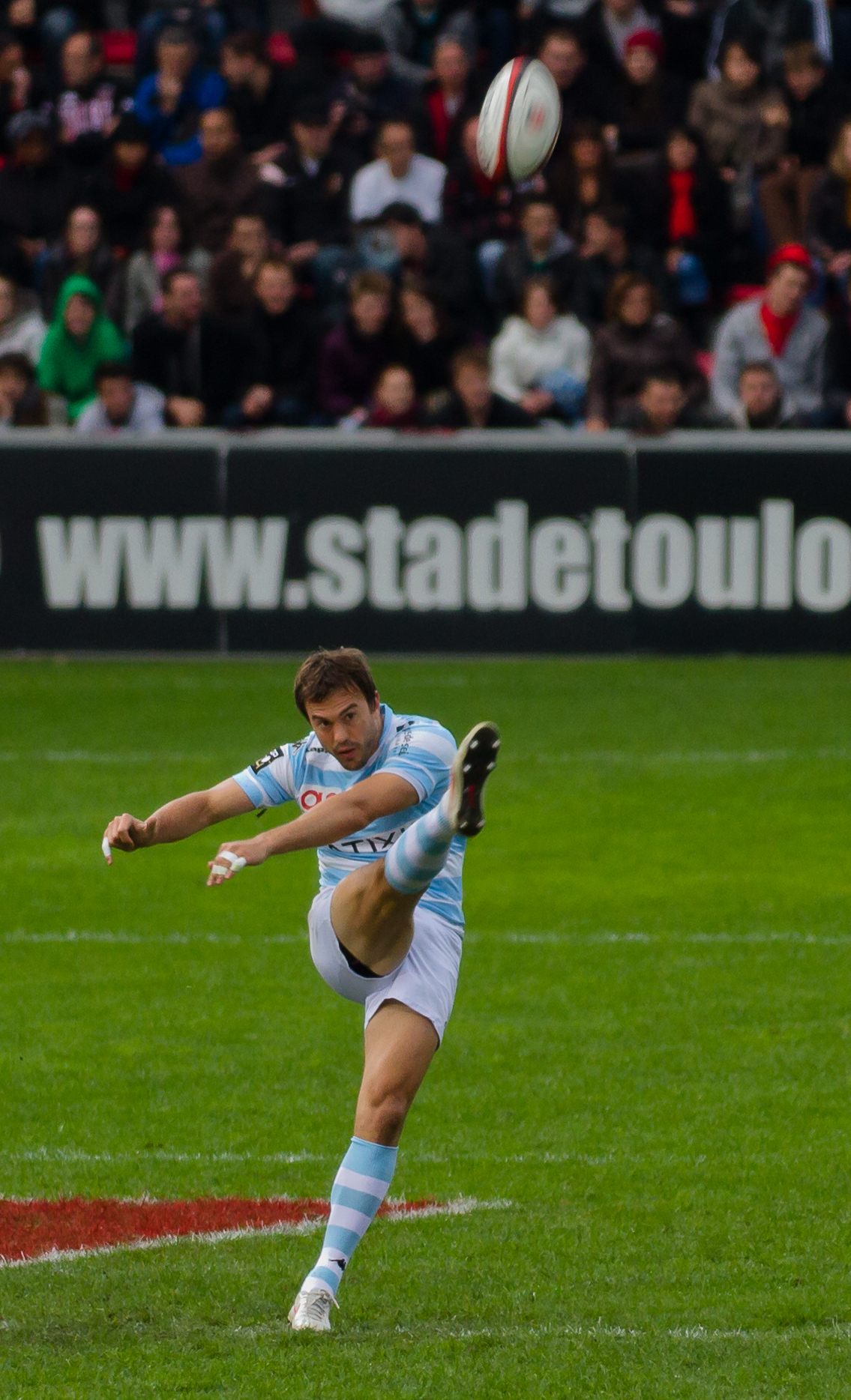
Hernández w barwach Racing Métro 92 (2012)

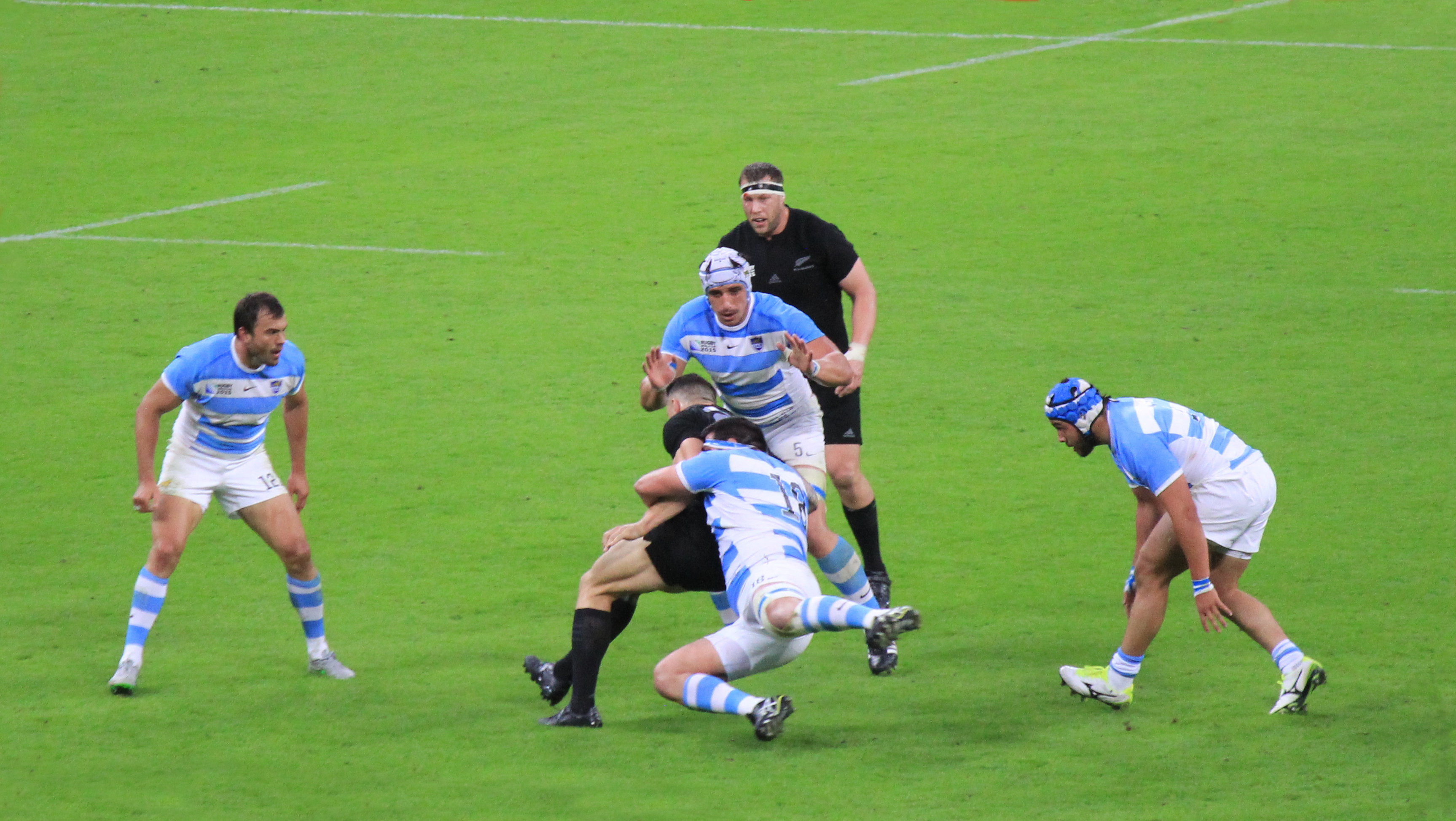
Hernández (pierwszy z lewej) podczas meczu Pucharu Świata przeciw Nowej Zelandii (2015)

Juan Martín Hernández (wym. [ˈxwan maɾˈtin erˈnan.des], ur. 7 sierpnia 1982 w Buenos Aires) – argentyński rugbysta, wszechstronny zawodnik formacji ataku; reprezentant kraju, trzykrotny uczestnik pucharu świata i brązowy medalista z roku 2007. Jego znakami rozpoznawczymi są błyskotliwe, niekonwencjonalne podania oraz niezwykle szeroka gama zagrań nogą.

## Młodość
Juan urodził się w San Nicolás, zachodniej dzielnicy Buenos Aires. Pierwszy raz styczność z rugby miał w wieku 4 lat w klubie Deportiva Francesa, gdzie jego ojciec był trenerem przygotowania fizycznego. Kiedy ojciec został zatrudniony w klubie Instituto Cordóba, rodzina na dwa lata przeprowadziła się wraz z nim. Po powrocie do Buenos Aires okołoośmioletni Hernández zaczął uczęszczać do szkółki Deportiva Francesa.

## Kariera klubowa
W pierwszym zespole „Depo” zadebiutował na początku 2000 roku w spotkaniu z Club Daom. Szybko zainteresowanie pozyskaniem młodego zawodnika zaczęły przejawiać kluby angielskiej Premiership – London Wasps, Leicester Tigers i Gloucester Rugby. Niemniej żadna z umów nie doszła do skutku z uwagi na kontuzje tudzież problemy z uzyskaniem pozwolenia na pracę. W październiku 2003 roku podpisał kontrakt z paryskim zespołem Stade Français. Już w pierwszym sezonie w Top 16 Hernández wystąpił w 14 meczach ligowych, a zwieńczeniem tego okresu był tytuł zdobyty w meczu z USA Perpignan. Rok później paryżanie byli bliscy obrony mistrzostwa, jednak w finale po dogrywce przegrali z Biarritz 34:37. W tym samym roku zespół Hernándeza dotarł też do wielkiego finału Pucharu Heinekena, w którym – również po dogrywce – musiał uznać wyższość Stade Toulousain. Część tego sezonu „Juani” musiał opuścić w następstwie złamania nogi w stawie skokowym, którego doznał w trakcie pucharowego spotkania z Gloucester. Po drugi tytuł mistrza Francji Hernández sięgnął w sezonie 2006/2007, kiedy Stade Français ograło ASM Clermont Auvergne.
Był to okres, kiedy Argentyńczyk prezentował swoją najwyższą dyspozycję w karierze. Choć niejednokrotnie sugerował, że najlepiej czuje się w roli łącznika ataku, z uwagi na dużą konkurencję na pozycji numer 10 występował najczęściej jako obrońca, rzadziej środkowy ataku. Skuteczna, a jednocześnie widowiskowa gra przyniosła Hernándezowi powszechne uznanie i opinię największej gwiazdy ligi, jak również liczne wyróżnienia z nominacją do tytułu Zawodnika Roku według IRB włącznie. Prasa, nie tylko francuska, określała go jako „najlepszego obrońcę we Francji”, „najlepszego zawodnika ataku na świecie”, czy wręcz „najlepszego rugbystę na świecie”. Wówczas też nadano mu przydomek „el Mago” (Magik).
Wobec narastających wątpliwości dotyczących jego przyszłości, w październiku 2007 roku Argentyńczyk potwierdził, że w rozpoczynającym się sezonie nadal będzie reprezentował barwy Stade Français. Mimo tego wiosną 2008 roku Hernández oznajmił, że chciałby przenieść się do angielskiego zespołu Leicester Tigers, którego szkoleniowcem był wówczas Marcelo Loffreda, były selekcjoner reprezentacji Argentyny, a który to klub już wcześniej interesował się pozyskaniem zawodnika. Ostatecznie jednak do transferu nie doszło, a Hernández wypełnił swój upływający latem 2009 roku kontrakt ze Stade Français, w międzyczasie dwukrotnie docierając jeszcze do półfinałów Top 14.
Po zakończeniu sezonu 2008/2009 Juan podpisał roczny kontrakt z południowoafrykańskim KwaZulu-Natal Rugby Union, który obowiązywał w rozgrywkach Currie Cup i Super 14. Zobowiązał się także do trenowania młodzieży w akademii Sharks. W sezonie zasadniczym drużyna z Durbanu odniosła 12 zwycięstw w 14 spotkaniach i zajęła pierwsze miejsce w Premier Division. W fazie pucharowej Sharks dotarli do półfinału, w którym w dramatycznych okolicznościach ulegli Free State Cheetahs 21:23. W grudniu 2009 roku francuska gazeta Midi olympique podała, że Hernández po zakończeniu sezonu Super 14 wróci do Francji. Pomimo zainteresowania ze strony niemal wszystkich największych drużyn Top 14 (Stade Toulousain, Aviron Bayonnais, USA Perpignan czy RC Toulonnais), Argentyńczyk miał zdecydować się na powrót do Paryża, do Racing Métro 92. W trakcie fazy pucharowej Currie Cup doznał urazu kręgosłupa przez który część treningów odbywał w reżimie indywidualnym. Kontuzji nie udało się zaleczyć (zdiagnozowano kręgozmyk) i niezbędna okazała się być operacja. Skomplikowany proces dochodzenia do pełnej sprawności wykluczył jego udział w rozgrywkach Super 14 w barwach Sharks. Kiedy „Juani” przeszedł podstawową część rehabilitacji, w maju oficjalnie zakomunikowano jego przenosiny do Racingu.
Okres spędzony w podparyskim klubie naznaczony był licznymi urazami Argentyńczyka, zwłaszcza kontuzjami kolan. W 2011 roku – po zerwaniu więzadeł krzyżowych w prawym kolanie – zawodnik miał nawet rozważać zakończenie profesjonalnej kariery. Po powrocie do reprezentacji Hernández zdołał w znacznej mierze odbudować swoją dyspozycję, jednak wiązało się to z tym, że „el Mago” istotną część sezonu spędzał z drużyną narodową. Z drużyną Racingu dwukrotnie docierał do fazy półfinałowej Top 14. W 2011 roku ekipa w biało-błękitnych koszulkach jednym punktem uległa Montpellier Hérault Rugby, zaś w roku 2014 „les Racingmen” przegrali 6:16 z RC Toulonnais. Po zakończeniu sezonu, w czerwcu 2014 roku „Juani” wystąpił w barwach legendarnej drużyny Barbarian F.C., która mierzyła się z reprezentacją Anglii.
W lipcu 2014 roku podano do publicznej wiadomości, że klub rozwiązał obowiązujący jeszcze przez rok kontrakt Hernándeza. Sam zawodnik jako powód podał chęć „poświęcenia się drużynie narodowej”. Po starcie rozgrywek ogłoszono jednak, że Argentyńczyk podpisał półroczny kontrakt z RC Toulonnais, który obowiązywał od 1 stycznia 2015 r. W zespole z Lazurowego Wybrzeża zastąpił Jamesa O’Connora, który przed nowym sezonem Super Rugby przeniósł się do Reds. Mimo otrzymania stosownej oferty, „el Mago” nie zdecydował się na przedłużenie umowy z Tulonem. W trakcie swojego krótkiego pobytu w klubie Hernández zdołał wywalczyć Puchar Europy, gdy w finale RCT pokonało Clermont.
We wrześniu 2015 roku ogłoszono, że Juan Martín zasili szeregi Jaguares, nowo powstającej argentyńskiej drużyny, która od sezonu 2016 występować miała w rozgrywkach Super Rugby – „el Mago” z zarządzanym przez Unión Argentina de Rugby zespołem związał się dwuletnim kontraktem.

## Kariera reprezentacyjna
Hernández początkowo reprezentował Argentynę w rozgrywkach młodzieżowych: w latach 1999–2001 występował w drużynie U-19, a w latach 2000–2002 w U-21. W 2002 roku z reprezentacją siedmioosobową wziął także udział w dwóch turniejach World Series – Chile i Australia Sevens – gdzie dotarł odpowiednio do finału „cup” i finału „plate”.
Jesienią 2002 roku Hernández został powołany do seniorskiej reprezentacji Argentyny na mecze z Włochami i Irlandią, jednak podczas pobytu w Europie wystąpił jedynie podczas nieoficjalnych meczów sparingowych z Włochami A i „Ireland Development XV”. Na swoją szansę w pierwszej drużynie musiał czekać do kwietnia 2003 roku, do rozgrywanych w Urugwaju Mistrzostw Ameryki Południowej. Zadebiutował w spotkaniu, w którym „los Pumas” rozgromili reprezentantów Paragwaju 144:0. Sam Hernández w meczu z „los Yacarés” zdobył przyłożenie i dwa podwyższenia. Argentyńczycy wygrali wszystkie trzy spotkania turnieju i sięgnęli po mistrzowski tytuł.
Występy w kolejnych meczach przygotowawczych zagwarantowały mu miejsce w składzie reprezentacji na organizowany w Australii Puchar Świata. W trakcie imprezy wystąpił w trzech meczach, zdobywając dwa przyłożenia przeciw Rumunii. „Los Pumas” pożegnali się z turniejem po minimalnej porażce z Irlandią na zakończenie fazy grupowej.
Przez kolejne lata Hernández umacniał swoją pozycję w drużynie narodowej, występując jednak przede wszystkim jako obrońca. W lipcu 2007 roku znalazł się w zespole przygotowującym się do udziału w Pucharu Świata. Kiedy w meczu otwarcia turnieju „Juani” wystąpił na pozycji numer 10, był to zaledwie drugi mecz, w którym od pierwszych minut pełnił w reprezentacji funkcję łącznika ataku. Argentyńczycy zajęli pierwsze miejsce w grupie, wygrawszy wszystkie mecze w tej fazie rozgrywek: z Francją, Gruzją, Namibią i Irlandią. Przeciw ostatniemu z wymienionych przeciwników Hernández popisał się trzema drop goalami. Kolejne trafienie dołożył w wygranym ćwierćfinale ze Szkocją, a wysokie i różnorodne umiejętności w grze nogą zrodziły porównania do Diego Maradony. Choć Argentyna w półfinale uległa Południowej Afryce – późniejszym mistrzom – to w meczu o trzecie miejsce „los Pumas” ponownie ograli reprezentację Francji.
Jego dalszą karierę reprezentacyjnę zatrzymały przewlekłe problemy zdrowotne, m.in. uraz kręgosłupa (w końcówce 2009 roku), a następnie więzadeł w prawym kolana (w marcu 2011 roku). Wobec problemów zdrowotnych nie znalazł się w składzie Argentyny na Puchar Świata. Sam zawodnik przyznał później, że chociaż przed mistrzostwami zdążył odzyskać pełną sprawność fizyczną, jednak nie doszedł do optymalnej dyspozycji meczowej. Hernández wrócił do reprezentacji w połowie 2012 roku – początkowo wziął udział w sierpniowym sparingu ze Stade Français. Pierwszy po ponadtrzyletniej przerwie oficjalny mecz w kadrze rozegrał w tym samym miesiącu przeciw Republice Południowej Afryki. Było to jednocześnie pierwsze spotkanie „los Pumas” w rozgrywkach The Rugby Championship, które zastąpiły dotychczasowy Turniej Trzech Narodów. W pierwszych spotkaniach po powrocie występował na swojej ulubionej pozycji łącznika ataku, jednak z czasem sytuacja ta uległa zmianie. Kiedy w drużynie rosnąć zaczęła rola Nicolása Sáncheza, Hernández został przesunięty na pozycję obrońcy. Daniel Hourcade, który objął stanowisko selekcjonera reprezentacji w październiku 2013 roku, zdecydował się na jeszcze inne rozwiązanie: na pozycji łącznika ataku ustawił Sáncheza, jako obrońcę Joaquína Tuculeta, zaś „el Mago” został przekwalifikowany na środkowego ataku. W myśl tej taktyki Hernández jako „dwunastka” miał w trakcie spotkań brać na siebie część odpowiedzialności za rozgrywanie akcji. Początkowo wyrażał swoje niezadowolenie z faktu przesuwania go pomiędzy pozycjami w zależności od doraźnej potrzeby, jednak z czasem przywykł do nowej pozycji. W październiku 2014 roku uczestniczył w spotkaniu z Australią – pierwszym wygranym meczu w historii występów Argentyńczyków w The Rugby Championship.
Rok później ponownie wziął udział w tych rozgrywkach, w tym w pojedynku w Durbanie, w którym „los Pumas” okazali się być lepsi od południowoafrykańskich „Springboks”. Było to pierwsze w historii zwycięstwo Argentyny w oficjalnych starciach z ekipą z RPA. Kilkanaście dni później znalazł się w składzie zespołu na Puchar Świata. W trakcie rozgrywanego na przełomie września i października turnieju Argentyńczycy zajęli drugie miejsce w swojej grupie, pokonując Gruzję, Namibię i Tonga, a ulegając jedynie Nowej Zelandii. W ćwierćfinale drużyna Hernándeza bez większych problemów pokonała Irlandię i awansowała do kolejnej rundy, gdzie przyszło jej mierzyć się z Australią. W meczu tym górą byli zawodnicy z Antypodów, podobnie jak później reprezentacja Południowej Afryki, która wygrała z Argentyńczykami w meczu o trzecie miejsce. Hernández nie wziął udział w małym finale z uwagi na uraz żeber.

## Wyróżnienia
- nominacja do nagrody Gracza Roku 2007 według Międzynarodowej Rady Rugby (IRB Player of the Year)[25]
- Oscar Midi olympique dla najlepszego zawodnika roku 2007[22]
- Oscar Midi olympique dla najlepszego zawodnika roku 2008[22]
- najlepszy zawodnik sezonu 2006/2007 w Top 14[23]
- najlepszy łącznik ataku sezonu 2007/2008 w Top 14[23]
- drugie miejsce w plebiscycie na sportowca roku 2007 w Argentynie[24]

## Życie osobiste
Hernández pochodzi ze związanej ze sportem rodziny. Jego ojciec Miguel w przeszłości także uprawiał rugby: występował w Deportiva Francesa, a następnie pracował jako trener. Jego brat Patricio był profesjonalnym piłkarzem – wraz z reprezentacją Argentyny uczestniczył m.in. w Mundialu 1982.
Juan jest najmłodszy z trojga rodzeństwa. Najstarsza siostra María de la Paz była reprezentantką kraju w hokeju na trawie, medalistką mistrzostw świata i igrzysk olimpijskich. Trzeci z rodzeństwa, brat Nicolás także uprawiał rugby – występował na pozycji skrzydłowego w Deportiva Francesa.
„Juani” związany jest z Maríą Emilią Brochard, z którą ma dwóch synów, Beltrána i Joaquína.